# Bruce A. D. Stocker
Bruce Arnold Dunbar Stocker (* 26. Mai 1917 in England; † 30. August 2004 in Palo Alto), er publizierte unter B.A.D. Stocker und später Bruce A. D. Stocker, war ein US-amerikanischer Mikrobiologe und Immunologe, Professor an der Stanford University.
Stocker war gebürtiger Brite und studierte Medizin am King’s College der Universität London und der Westminster Hospital Medical School, mit einer Spezialisierung auf Pathologie und dem Abschluss 1940. Im Zweiten Weltkrieg diente er als Arzt in der Royal Air Force in Indien und Burma. Nach der Rückkehr nach Großbritannien 1947 ging er an die London School of Hygiene and Tropical Medicine in London, wo er seine lebenslang fortgesetzten Studien über Salmonellen begann, über die er zuerst 1949 veröffentlichte. 1951 war er bei Joshua Lederberg und Norton Zinder in Madison (Wisconsin). 1953 veröffentlichte Stocker, Lederberg und Zinder eine Arbeit, in der sie den Transfer miteinander verbundener Gene zwischen Bakterien durch Bakteriophagen nachwiesen. Im selben Jahr wurde er Leiter der Guinness-Lister Microbiological Research Unit am Lister Institut in London. 1966 wurde er Professor an der Stanford University, wo er 1976 bis 1981 der Fakultät für medizinische Mikrobiologie vorstand. 1987 ging er offiziell in den Ruhestand, forschte aber weiter und veröffentlichte bis zu seinem Tod – einige seiner Arbeiten erschienen sogar postum.
Stocker forschte besonders über Salmonellen, gegen die er auch Impfstoffe entwickelte. Sein Ausgangspunkt dazu waren gentechnisch veränderte Stämme, die für ihr Wachstum bestimmte aromatische Aminosäuren brauchten und sich in Säuger-Wirten nicht vermehren konnten, aber das Immunsystem gegen Salmonellen anregten. Er wollte solche gentechnisch veränderten Salmonellenstämme auch als Vektoren benutzen, die Antikörperproduktion gegen andere Bakterien und Tumoren anregen sollten.
1965 erhielt er den Paul-Ehrlich-und-Ludwig-Darmstaedter-Preis. 1966 wurde er Fellow der Royal Society.
Er war verheiratet und hatte zwei Töchter.